# Pseudaphrophora chilensis
Pseudaphrophora chilensis är en insektsart som beskrevs av Schmidt 1924. Pseudaphrophora chilensis ingår i släktet Pseudaphrophora och familjen spottstritar. Inga underarter finns listade i Catalogue of Life.